# Pitty Scheer
Pitty Scheer (* 7. Dezember 1925 in Wiltz; † 17. März 1997 in Palma de Mallorca) war ein luxemburgischer Radrennfahrer.

## Sportliche Laufbahn
Scheer war Teilnehmer der Olympischen Sommerspiele 1948 in London. Im olympischen Straßenrennen schied er beim Sieg von José Beyaert aus. Die Mannschaft Luxemburgs mit Scheer, Marcel Ernzer, Henri Kellen und Robert Bintz kam nicht in die Mannschaftswertung.
1946 gewann er die nationale Meisterschaft im Straßenrennen der Junioren, nachdem er bereits die Luxemburg-Rundfahrt für Junioren gewonnen hatte. 1950 wurde er Vize-Meister im Querfeldeinrennen hinter Roger Jacobs. Bis 1956 gewann er sechs weitere Medaillen bei diesen Meisterschaften. Sechsmal war er am Start der UCI-Weltmeisterschaften im Querfeldeinrennen, seine beste Platzierung hatte er mit dem 15. Rang bei den Titelkämpfen 1951 und 1953.
1996 gewann er einen Titel bei den Weltmeisterschaften der Senioren. Er kam bei einem Trainingsunfall auf Mallorca ums Leben.